# Lispe stuckenbergi
Lispe stuckenbergi är en tvåvingeart som beskrevs av Zielke 1970. Lispe stuckenbergi ingår i släktet Lispe och familjen husflugor.
Artens utbredningsområde är Madagaskar. Inga underarter finns listade i Catalogue of Life.